# Benthobatis kreffti
Benthobatis kreffti е вид хрущялна риба от семейство Narcinidae. Видът е уязвим и сериозно застрашен от изчезване.

## Разпространение и местообитание
Разпространен е в Бразилия (Санта Катарина и Сао Пауло).
Среща се на дълбочина от 420 до 515,5 m, при температура на водата около 10,1 °C и соленост 34,8 ‰.

## Описание
На дължина достигат до 30 cm.